# HNK Sloga Trebižat
HNK Sloga je bivši bosanskohercegovački nogometni klub iz Trebižata kod Čapljine.

## Osnovni podatci
Boja domaćeg i gostujućeg dresa je žuta. Adresa je Trebižat bb.

## Povijest
Klub je osnovan 1964. godine. Klub se s prekidima natječe u 1. županijskoj ligi HNŽ. 
HNK Sloga zajedno s MZ Trebižat organizira tradicionalni malonogometni turnir "Trebižat".